# Giljotina
Giljotina je mehanička sprava na kojoj su se izvršavala pogubljenja odsijecanjem glave osuđenika. Karakteristična je po velikom i teškom nožu koji se s visine spuštao na potiljak žrtve i odsijecao joj glavu. Giljotina je obilježila jedan dio povijesti Francuske, od Francuske revolucije pa sve do 1977. godine kada je izvršeno zadnje pogubljenje ovom zastrašujućom spravom.

## Povijest
Ideju o upotrebi giljotine, kao načina humanijeg izvršenja smrtne kazne predložio je Joseph-Ignace Guillotin, francuski liječnik i zastupnik u Francuskoj narodnoj skupštini koji je toj skupštini i predložio da se sprava uvede u uporabu prilikom pogubljenja osuđenika, sve u svrhu što humanijeg izvršenja egzekucije.
Ovaj prijedlog je prihvaćen, ali ne i onaj o zabrani javnih smaknuća, a 1792. glavni krvnik Francuske Charles-Henri Sanson i njemački izrađivač klavikorda Tobias Schmidt su izradili prvi prototip giljotine. Često se pogrešno smatra da je dr. Guillotin odgovoran za dizajn ove naprave. On je progurao zakon kojim je određeno da se ona izradi, ali nije sudjelovao u dizajniranju i izradi same giljotine.
Prvotna oštrica giljotine bila je polukružnog oblika (kao kod sjekire) ili čak ravna, ali je nakon prvih pokusa zamijenjena oštricom pod kutom od 45 stupnjeva koja se pokazala puno učinkovitijom. 
Prvi pokusi su se odvijali s dijelovima životinja, a zatim su iz bolnice odabrana tijela mrtvaca krupnije građe čije je postumno obezglavenje proteklo bez problema. Nakon otprilike tri tjedna isprobavanja giljotina je bila spremna za uporabu. "Čast" da bude prva žrtva giljotine pripala je neprijatelju revolucije Nicolasu-Jacquesu Pelletieru koji je tako postao prvi osuđenik od tisuća njih koji su život završili pod oštricom giljotine. Na vrhuncu revolucije u samo 4 mjeseca, giljotinirano je 4.000 ljudi, a među najslavnijim žrtvama giljotine su francuski kralj Luj XVI. koji je smaknut kao građanin Louis Capet 1793. Iste godine je smaknuta i njegova žena Marija Antoaneta, kćer carice Marije Terezije, a giljotiniran je i Robespierre.
To prvo pogubljenje izvršeno je 25. travnja 1792. godine. Tijekom Francuske revolucije giljotinom su pogubljene mnoge poznate osobe u Francuskoj toga doba. Tijekom 19. i 20. stoljeća giljotina je bila "zaštitni znak" kažnjeničke kolonije u Francuskoj Gvajani i na Vražjem otoku te je postala simbol okrutnosti. Zadnja upotreba giljotine dogodila se 10. rujna 1977. izvršenjem kazne nad Hamidom Djandoubijem, nakon čega je 1981. ukidanjem smrtne kazne u Francuskoj izbačena iz uporabe. Kao jedno od sredstava za izvršenje smrtne kazne giljotina je korištena i u Njemačkoj (do 1949.), te u Švedskoj (do 1910.)
Tijekom razdoblja u kojem je giljotina korištena mnogi su se sporili oko toga je li giljotina humano sredstvo izvršenja kazne jer su mnogi tvrdili da odsječena glava još živi neko vrijeme nakon odsijecanja te da žrtva u stvari trpi više nego što je to potrebno. Također su postojali prijepori oko humanosti izvršenja kazne na ovaj način. Giljotina je u međuvremenu izbačena iz uporabe, te se može reći da je njena uporaba obilježila jedan dio povijesti Francuske, a naročito Francuske revolucije.